# Lago Votturino
Il lago Votturino (o Vuturino) era un lago sito nell’allora comune di Serra Pedace (oggi frazione di Casali del Manco), in provincia di Cosenza. Il bacino idrico attualmente è vuoto.

## Origine
Progettato nel periodo 1964-65 e costruito nel periodo 1970-1973 dall'impresa Dipenta di Roma, a differenza degli altri laghi artificiali silani, realizzati per la produzione di energia elettrica, il lago Votturino venne creato per esigenze legate all'agricoltura, come bacino di irrigazione di molte aree silane, tra cui la vasta piana di Torre Garga a sud (una delle principali piane per la produzione della patata della Sila) e del comprensorio Righio-Sculca-Croce di Magara a nord dell'invaso.

## Caratteristiche
È un bacino idrico che un tempo poteva contenere circa 5 milioni di metri cubi d'acqua, attraverso lo sbarramento di alcuni fiumi a carattere torrentizio, presenti nella vallata di San Nicola, per mezzo di diga in calcestruzzo a gravità massiccia .
Utilizzato solo per un ventennio circa, ad oggi l'invaso è stato svuotato, in quanto sono venute meno le condizioni dell'utilizzo per la quale venne costruito, anche se in ambito amministrativo regionale continui a veleggiare l'idea di un nuovo riempimento dell'invaso, e caratterizzarlo ad altri usi oltre che per la semplice irrigazione.

## Galleria d'immagini

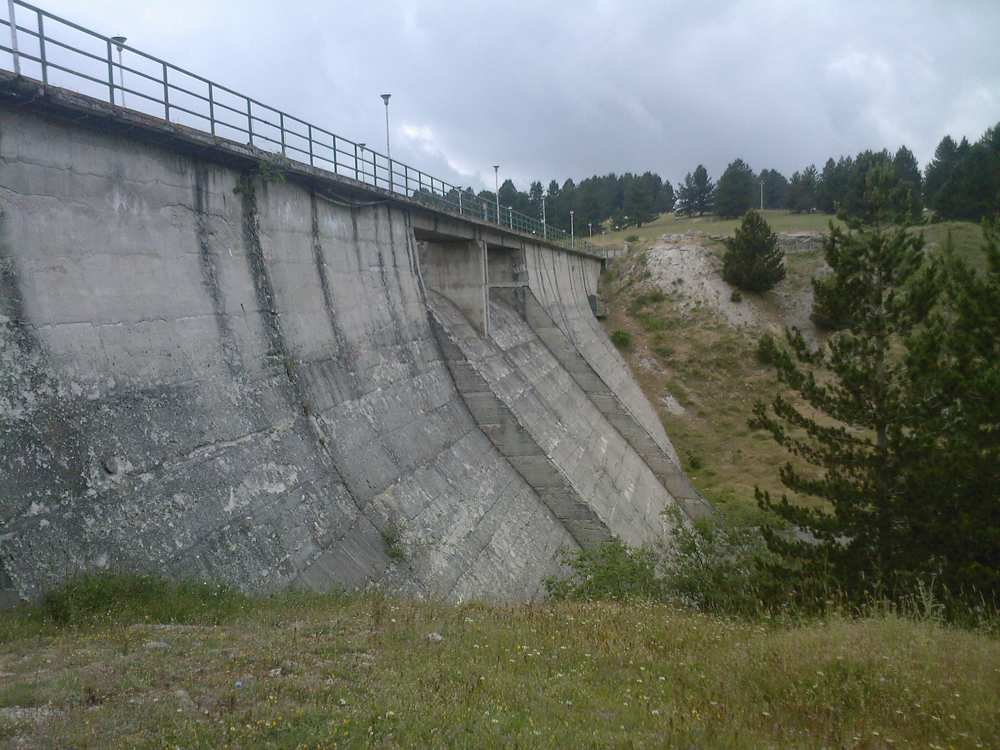
La diga del Votturino
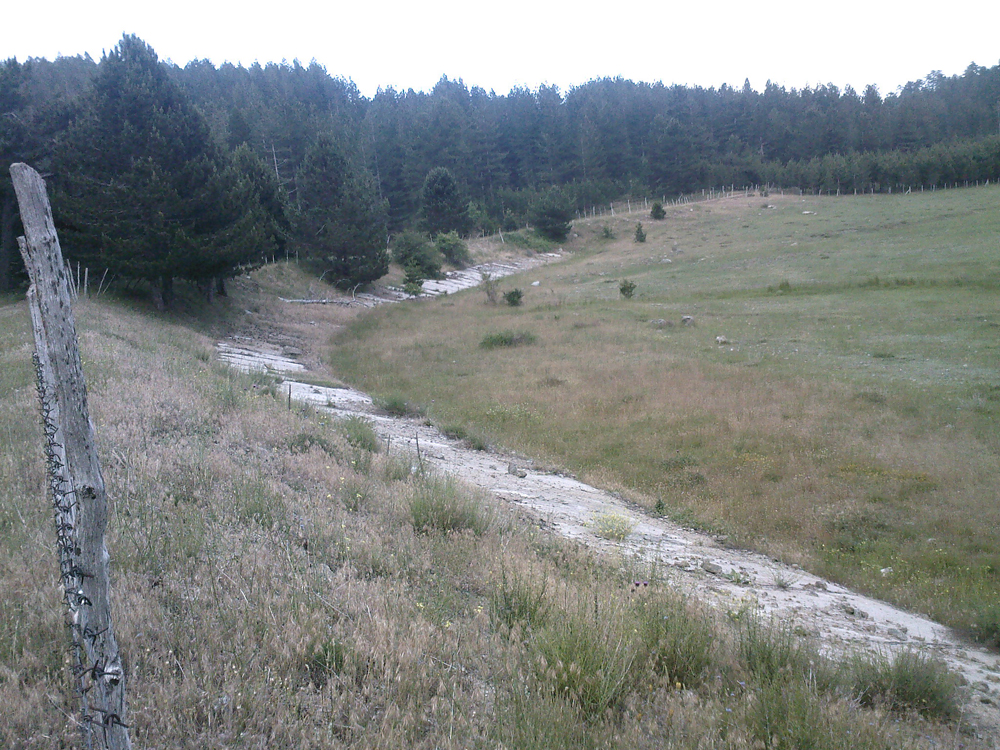
Le sponde in cemento, dell'invaso che conteneva il lago, oggi in disuso